# Rathaus Stetzsch

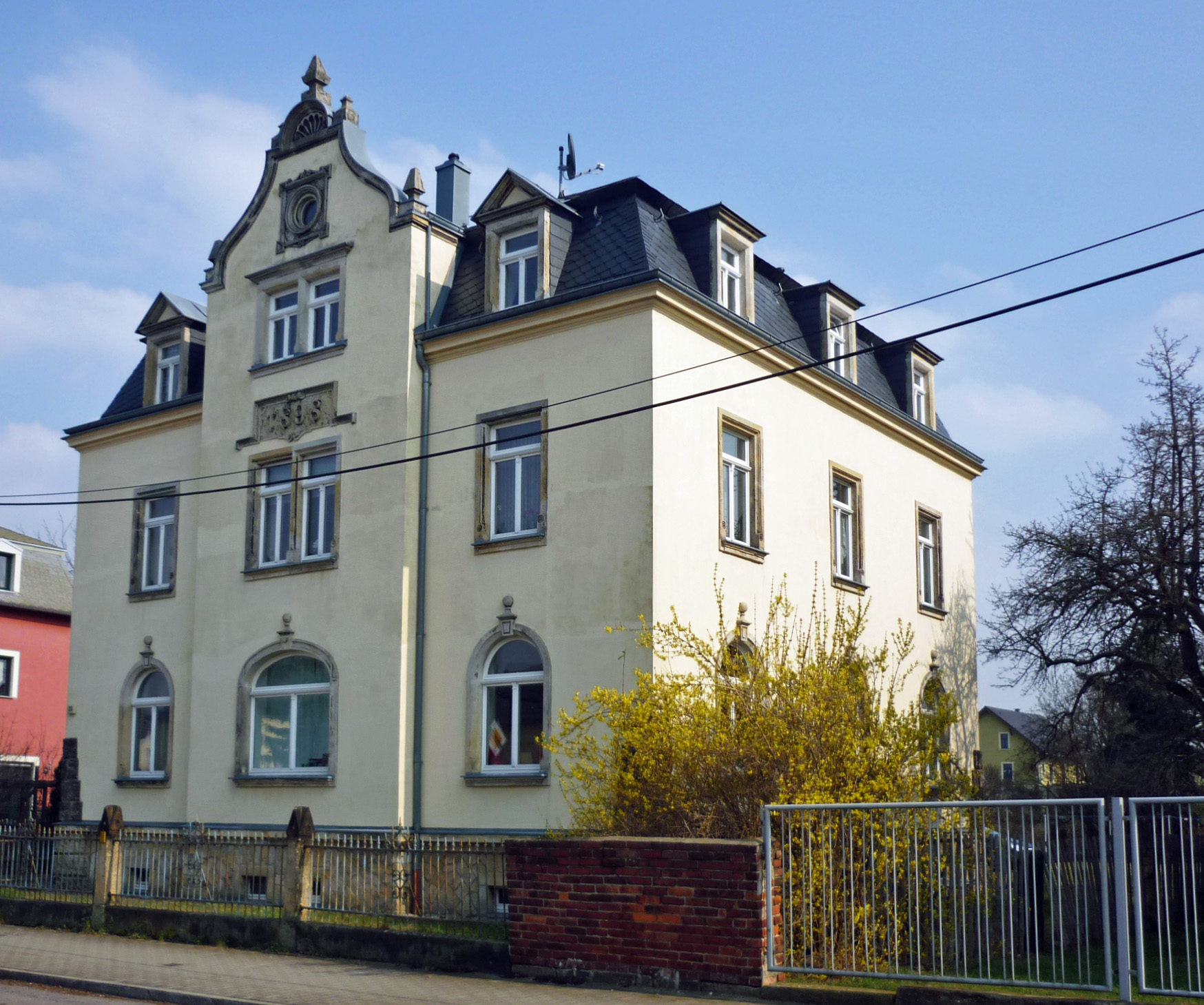
Das ehemalige Rathaus von Stetzsch (2015)

Das Rathaus Stetzsch bestand von 1903 bis 1921 als Gemeindeamt der selbständigen Gemeinde Stetzsch im Westen von Dresden. Das Gebäude an der Schulstraße (Adresse 2018: Am Urnenfeld 23) wurde 1902/1903 erbaut. Nach der Eingemeindung von Stetzsch nach Dresden 1921 wurden die Verwaltungsräume des Gemeinde- und des Standesamtes zu Wohnungen umgebaut. Das Gebäude blieb erhalten und wurde in den 1990er Jahren saniert. Lediglich der Giebel zur Straßenseite erinnert noch an die einstige Nutzung.

## Geschichte und Nutzung
Das Gebiet um den heutigen Stadtteil Stetzsch war bereits in der Ur- und Frühgeschichte besiedelt und gehört zu den ältesten Siedlungsräumen im Dresdner Elbtal. Stetzsch selbst wurde 1260 erstmals erwähnt und ist seit 1559 Amtsdorf, d. h. keinem Grundherren abgabenpflichtig. Mit dem Bau der Eisenbahnlinie nach Berlin 1875 erhielt Stetzsch Eisenbahnanschluss und die Einwohnerzahlen stiegen rasch an. Stetzsch führte 1839 auf der Grundlage der Sächsischen Landgemeindeordnung von 1838 erstmals Gemeindevorsteher und Gemeindeausschüsse, also eine eigene Gemeindeverwaltung ein. Diese war zunächst, wie damals üblich, vor allem in den Räumen des jeweiligen Gemeindevorstandes untergebracht, die Gemeinderatsversammlungen fanden ab etwa 1890 in einem Gasthof statt.
Bei der Diskussion um ein Gemeindeamt, das notwendig geworden war, entschied sich der Gemeinderat für den Bau eines gemischten Wohn- und Verwaltungshauses, bei dem das Gemeindeamt und das Standesamt im Erdgeschoss untergebracht waren. Im 1. Obergeschoss sowie im Mansardgeschoss waren Wohnungen vorgesehen. Die Architektur unterscheidet sich nicht von denen der zu Hunderten in den verstädternden Wohnorten gebauten „Kaffemühlen“, lediglich die zur Straße befindliche vorgezogene Mittelachse, die mit einer Volute und die im Erdgeschoss reich ausgestatteten Fenstergewände im Stile der Neorenaissance hoben das Gebäude heraus. Besonderheit sind auch die massiven Sandsteinquader in den Gebäudeecken.
Im Jahr 1921 wurde Stetzsch nach Dresden eingemeindet und die Verwaltungsräume zu Wohnungen umgenutzt. Das Gebäude steht unter Denkmalschutz, die Fenster im Erdgeschoss wurden bei der Sanierung vergrößert und es fehlen die Blechverkleidungen der Außenjalousien, ansonsten ist das Gebäude unverändert erhalten geblieben.